# Dinpur
Dinpur è un villaggio e un consiglio dell'unione situato nel Distretto di Dera Ismail Khan, nella provincia di Khyber Pakhtunkhwa, in Pakistan. Si trova a sud-est della capitale distrettuale, Dera Ismail Khan, a circa 175 metri sul livello del mare.

## Amministrazione
Dinpur fa parte del tehsil di Dera Ismail Khan e funge da unità di governo locale sotto l'amministrazione provinciale.

## Popolazione ed economia
Comunità prevalentemente agricola, Dinpur beneficia di pianure fertili e infrastrutture di irrigazione. Le colture principali includono grano, mais, canna da zucchero e cotone.

## Istruzione
Nel villaggio si trovano la scuola secondaria pubblica Government High School Dinpur e la Dinpur Primary School, che servono la popolazione locale.

## Sviluppo
Negli ultimi anni si è assistito a un aumento dello sviluppo comunitario, con una maggiore accessibilità all'istruzione, a Internet e a campagne di sensibilizzazione rivolte ai giovani.